# SAP BTP
SAP BTP(Business Technology Platform)는 SAP SE 에서 개발한 서비스형 플랫폼으로 데이터베이스 및 데이터 관리, AI, 분석, 애플리케이션 개발, 자동화 및 통합을 포함한 일련의 서비스를 제공한다.

## 개요
SAP BTP는 기업 전체의 디지털 전환과 혁신을 지원하는 다양한 서비스를 제공한다. 이 플랫폼은 SAP S/4HANA 및 SAP ECC와 통합되어 있어 ERP시스템을 클라우드 환경으로 전환할 수 있도록 지원한다. SAP BTP를 사용하면 다양한 도구와 서비스를 통해 기업이 애플리케이션을 개발하고 AI 기반 프로젝트를 구현하며 비즈니스 프로세스를 자동화할 수 있다.
이 플랫폼은 사전 구축된 통합 흐름(Integration Flow), 커넥터 및 API를 제공하며 이를 통해 SAP 제품과 타사 애플리케이션과 통합할 수 있다. SAP BTP는 AWS, Google Cloud Platform, Microsoft Azure 등 하이퍼스케일러에서 실행할 수 있는 개방형 플랫폼이다.
SAP BTP는 4가지 구성 요소를 갖고 있다.
- 애플리케이션 개발 및 자동화: 애플리케이션을 만들거나 기존 애플리케이션을 확장
- 데이터 및 분석: 멀티 클라우드 아키텍처를 사용하여 SAP 및 타사 시스템에서 데이터에 액세스하고 분석
- 통합: 애플리케이션과 데이터를 통합하고 연결
- 인공지능(AI): 대규모 언어 모델 (LLM)에 액세스하여 AI 솔루션을 개발

## 역사
SAP BTP는 SAP의 포트폴리오와 클라우드 서비스를 단일 플랫폼으로 통합하려는 전략의 일환으로 도입되었다. 이 플랫폼은 SAP Cloud Platform 등의 이전 이니셔티브에서 발전했으며, 현재는 클라우드, 데이터, 분석, 통합 및 AI 기술을 위한 중앙 허브 역할을 한다.
2012년 10월 16일 SAP HANA 클라우드 포트폴리오에 속하는 "SAP NetWeaver Cloud"로 처음 공개되었다. 2013년 5월 13일 "SAP HANA Cloud Platform"으로 다시 출시되었다. 2015년 4,000개 이상의 고객과 500개 이상의 파트너가 SAP HANA 클라우드 플랫폼을 도입한 것으로 나타났다.
2016년에 SAP와 애플은 SAP Cloud Platform을 위한 클라우드 기반 소프트웨어 개발 키트 (SDK)를 사용하여 iOS 에서 모바일 애플리케이션을 개발하기 위해 파트너십을 맺었다.
2017년 2월 27일, SAP는 모바일 월드 콩그레스에서 SAP HANA Cloud Platform을 "SAP 클라우드 플랫폼"으로 이름을 변경한다고 발표했다.
2021년 1월 18일 "SAP Cloud Platform"은 SAP BTP로 리브랜딩되었다.
SAP는 2024년 10월 현재 27,000개 이상의 고객과 2,800개 이상의 파트너가 SAP BTP를 사용하고 있다고 밝혔다.